# 安中市
安中市（日语：／ Annaka shi */?）是群馬縣西南部的城市，人口約有6萬5千人。在江戶時代這裡既是中山道途中的宿場町，也是安中藩的城下町。

## 地理
- 山：茶臼山、妙義山
- 河川：碓冰川、九十九川
- 湖沼：碓冰湖

### 相鄰的自治體
- 群馬縣
  - 高崎市
  - 富岡市
  - 甘樂郡：下仁田町
- 長野縣
  - 北佐久郡：輕井澤町

## 交通

### 道路
- 國道18號

## 外部連結
- 安中市（页面存档备份，存于）
- 安中市松井田支所ホームページ(旧松井田町公式ページ)
- 新しい松井田町を考える会